# Kerstin Andersson (bildkonstnär)
Kerstin Andersson, född 1959 i Arvika, är en svensk konstnär.
Andersson studerade vid Kyrkeruds folkhögskolas etetiska linje 1978–1980 och vid Hovedskous målarskola i Göteborg 1980–1983. Hon har deltagit i samlingsutställningarna på Liljevalchs vårsalong 1983, Konstfrämjandet i Karlstad, Partille slott, Rådhusgalleriet i Kungälv 1992, Härnösands konsthall 1993, samt i Arvika Konsthall från 1979. Separat har hon ställt ut i Arvika, Eskilstuna och på von Echstedtska gården i Kila. Hon tilldelades NWT:s konststipendum 1980.  
Andersson är representerad i Värmlands läns landsting, Arvika, Årjäng, Karlskoga och Flen kommuns konstsamlingar.